# 호몰로지 대수학
호몰로지 대수학(homology代數學, 영어: homological algebra)이란 수학의 한 분야로 대수적 위상수학에서 비롯된 호몰로지와 코호몰로지를 더 일반적인 상황에서 연구하는 것을 말한다.
호몰로지 대수는 주로 아벨 범주에 정의된 완전열을 다룬다. 이는 실제 계산을 할 때 중요하게 쓰인다. 유도 함자는 호몰로지 대수학에서 중심적인 역할을 하는데, 기본적인 예로는 Ext 함자와 Tor 함자가 있다. 또한, 스펙트럼 열과 유도 범주도 호몰로지 대수학에 속한다.

## 응용
호몰로지 대수학은 대수적 위상수학에서 비롯되었고, 이 분야에서 매우 중요한 역할을 한다. 또한, 위상 공간 말고도 층, 군, 환, 리 대수를 비롯한 수학의 여러 분야에서 나타나는 대상들에 대해, 호몰로지 대수학은 호몰로지와 코호몰로지를 정의하는 데 중요한 역할을 한다. 특히 층 코호몰로지가 없다면 현대 대수기하학의 연구는 거의 불가능할 것이다.

## 같이 보기
- 앙리 카르탕
- 손더스 매클레인

## 참고 문헌
- 李起安 (1972). “現代數學과 Homology 代數” (PDF). 《Bulletin of the Korean Mathematical Society》 9 (2): 83–99. ISSN 1015-8634.
- Weibel, Charles A. (1994). 《An introduction to homological algebra》. Cambridge Studies in Advanced Mathematics (영어) 38. Cambridge University Press. doi:10.1017/CBO9781139644136. ISBN 978-0-52143500-0. MR 1269324. OCLC 36131259. Zbl 0797.18001.
- Hilton, Peter J.; Stammbach, Urs (1997). 《A course in homological algebra》. Graduate Texts in Mathematics (영어) 4 2판. Springer. doi:10.1007/978-1-4419-8566-8. ISBN 978-0-387-94823-2. ISSN 0072-5285.
- Gelfand, Sergei I.; Yuri Ivanovich Manin (1999). 《Homological algebra》 (영어). Berlin: Springer. ISBN 978-3-540-65378-3.
- Cartan, Henri; Samuel Eilenberg (1956). 《Homological Algebra》 (영어). Princeton University Press. OCLC 529171.
- MacLane, Saunders (1963). 《Homology》. Die Grundlehren der mathematischen Wissenschaften (영어) 114. Springer. doi:10.1007/978-3-642-62029-4. Zbl 0133.26502.